# Фарей, Джон
Джон Фарей (Фэри) (англ. John Farey, 1766 — 6 января 1826) — английский геолог, писатель. Наиболее известен своим математическим концептом и последовательностью, названной в его честь.

## Биография
Джон Фарей родился в Вобурне (Бедфордшир). Учился в Галифаксе (Йоркшир). Обнаружив чрезвычайную склонность к математике, рисованию и геодезии, был замечен Джоном Смитоном.
Отучившись, Фарей переехал в Лондон, где жили его родственники, и работал там в течение нескольких лет, в ходе которых познакомился и женился на Софии Хьюберт (Sophia Hubert). В Лондоне родился их первый ребёнок, позже у них было ещё восемь, двое из которых умерли в младенчестве.
В 1792 году Джон был назначен агентом герцога Фрэнсиса Бедфордского в его вобурнских имениях. После смерти герцога в 1802 году Фарей колебался между эмиграцией или поселением на ферме. Остановившись на втором, он поселился в Вобурне как консультирующий землемер и геолог. На его выбор в значительной степени повлияло знакомство с Уильямом Смитом, который в 1801 году был принят герцогом на работу для работ по осушению и ирригации.
В 1805 году Джон Фарей сменил Артура Юнга на посту секретаря Смитфилдского клуба. Его работы по геодезии позволяли ему путешествовать по графству, исследуя имения землевладельцев, которые заказывали его услуги, или исследовать минералы, которые они имели. Эти его работы по экономической геологии понадобилось во время Промышленной революции для поиска новых залежей угля и металлических руд.
Умер в Лондоне. Его вдова предлагала геологическую коллекцию мужа Британскому музею, но тот отказался, в результате чего коллекция была рассредоточена.

## Творчество
Фарей был плодовитым писателем. Профессор Хью Торренс нашел около 270 его записей, вчетверо больше, чем указано в «каталоге научных бумаг» Королевского общества. Фарей писал на всевозможные темы, начиная от садоводства до геологии, металлургии, метрологии, перехода на десятичную валюту, музыки и математики и заканчивая пацифизмом.
Внес существенный вклад в «Rees’s Cyclopædia»: статьи о каналах, минералогии, геодезии, несколько статей о научной и математической основах звука.
В 1809 году Фарей встретился с Уильямом Мартином, который опубликовал работу о дербиширских полезных ископаемых, чтобы выяснить, могут ли они вместе сделать геологическую карту Дербишира. Однако Мартин уже был тяжело болен и умер на следующий год.
Наиболее известная работа Фарея — «Общий обзор земледелия и минералов Дербишира» (англ. General View of the Agriculture and Minerals of Derbyshire, 3 тома, 1811-17) — для Министерства земледелия.

## Ряд Фарея
Несмотря на свои заслуги в истории и геологии, наиболее известно имя Фарея по последовательности, названной в честь него как результата его исследований математики звука («Philosophical Magazine», vol. 47, 1816, pp 385–6).